# Shimazu Nariakira

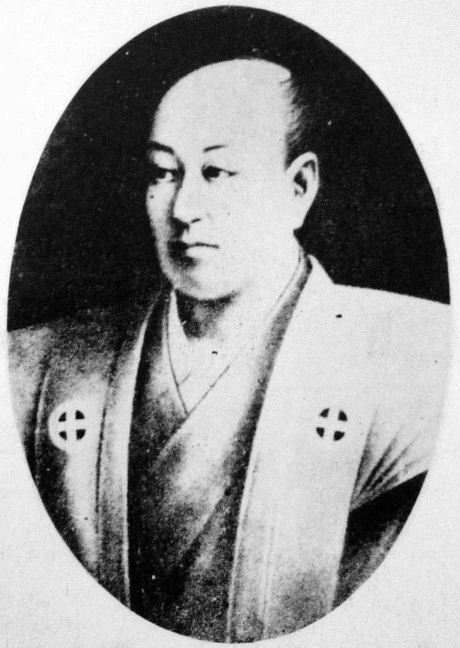
Shimazu Nariakira

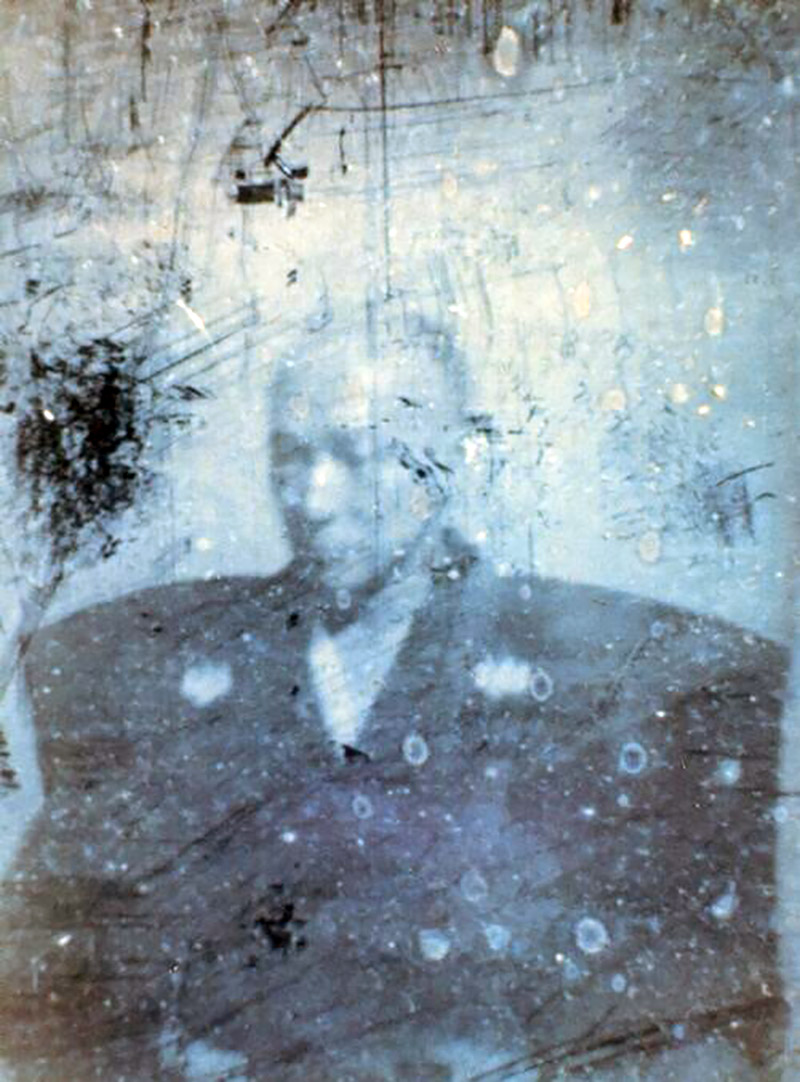
Daguerreotypie von Shimazu Nariakira (1857)

Shimazu Nariakira (japanisch 島津 斉彬; geboren 28. April 1809 in Edo; gestorben 24. August 1858 in Kagoshima) war Daimyō des Satsuma-han von 1851 bis 1858. Durch die Übernahme von westlicher Technik und Bewaffnung machte er Satsuma zu einem derjenigen Landesteile Japans, die bei der Modernisierung und Öffnung Japans im späten 19. Jahrhundert am erfolgreichsten waren. Er war einer der bedeutendsten Adligen und Samurai der späten Edo-Zeit.

## Leben und Wirken
Shimazu Nariakira war zeit seines Lebens von Technik fasziniert. 1847 erwarb er die erste in Japan importierte Daguerreotypie-Ausrüstung von Ueno Shunnojo, einem Händler, der vom Shōgun offiziell eine Erlaubnis hatte, ausländische Waren in Japan einzuführen. In den folgenden Jahren versuchte er die Wirkungsweise der Fotografie zu erforschen und anzuwenden.
Nach seinem Amtsantritt als Daimyō von Satsuma im Jahr 1851 konzentrierte er sich darauf, die Werften Kagoshimas auszubauen und sie mit moderner Technik auszustatten. Er ließ in der Stadt  eine Fabrik zur Herstellung von Munition und den ersten Hochofen Japans „Hansharo“ (反射炉) zur verbesserten Eisenherstellung errichten. Eines seiner Hauptprojekte war der Bau des ersten nach westlichem Muster konstruierten japanischen Segelschiffes, der Iroha-maru. Im Bereich Bildung begann er, das Schulsystem von Satsuma zu reformieren. Sein Daguerreotypie-Projekt ließ er durch den Samurai Matsuki Koan und den Schüler Kawamoto Kōmin vorantreiben, die von ihm den offiziellen Auftrag erhielten, das Daguerreotypie-Verfahren zu erforschen.

Im Jahr 1857 waren Shimazu Nariakira und seine beiden Bediensteten mit der Entwicklung eines eigenen Daguerreotypie-Apparates erfolgreich. Ein Bild von dem Daimyō ist als die älteste von einem Japaner erstellte Fotografie bekannt. Es wurde allerdings erst 1975 in einem Lagerhaus der Shimazu-Familie entdeckt und befindet sich seitdem in einem Museum in Kagoshima.
Shimazu Nariakira starb im August 1858 überraschend.    Sein Bruder Hisamitsu trat seine Nachfolge an und setzte seine Politik fort.
Nariakira wird im Terukuni-Schrein in Kagoshima als Kami verehrt.